# Ballophilus braunsi
Ballophilus braunsi är en mångfotingart som beskrevs av Filippo Silvestri 1907. Ballophilus braunsi ingår i släktet Ballophilus och familjen Ballophilidae.

## Underarter
Arten delas in i följande underarter:
- B. b. nimbanus
- B. b. braunsi